# Acre (Israel)
Acre (en hebreo עכו, Akko; en árabe عكا, Akka) es una ciudad costera de Israel que pertenece administrativamente al Distrito Norte. La ciudad ocupa una ubicación estratégica en un puerto natural en uno de los extremos de la bahía de Haifa, en la costa del Levante mediterráneo. Además de por su valor como núcleo comercial marítimo, fue una importante parada de los caminos costeros de la región y del camino que se adentraba hacia el valle de Jezreel. El primer asentamiento conocido data de la Edad del Bronce temprana, pero fue abandonado tras unos siglos, tras lo que una aldea más grande se creó durante la Edad del Bronce media, momento desde el cual ha estado permanentemente habitada. Se trata, pues, de uno de los asentamientos continuamente habitados y uno de los puertos más antiguos del planeta. Sin embargo, estuvo siempre sujeta a conquistas y destrucciones y sobrevivió como poco más que una aldea durante siglos. Acre se convirtió en una ciudad importante durante las Cruzadas, época en la que fue testigo de numerosas batallas y asedios. Durante la Tercera Cruzada se la renombró como San Juan de Acre. Fue la última ciudad en manos cristianas antes de la conquista total del Levante por parte de los ayubíes en 1291. 
Acre permaneció en manos musulmanas (primero mamelucas, luego otomanas) hasta que en 1918 pasó a formar parte del Mandato británico de Palestina. La composición demográfica de la ciudad varió drásticamente entre 1948 y 1950, pues había sido una ciudad casi completamente musulmana y cristiana hasta mayo de 1948, cuando tres cuartas partes de su población huyeron tras un ultimátum de la brigada Carmeli israelí. La ciudad fue repoblada entonces con inmigrantes judíos. A fecha de 2021, Acre tiene un total de 49.615 habitantes, de las que 28.692 son judíos, 16.405 son árabe-israelíes y el resto están clasificados como «otros». Acre es también la ciudad más sagrada del bahaísmo, de cuyos fieles recibe numerosos peregrinos cada año. En la actualidad, Acre es una de las ciudades mixtas de Israel, pues el 32% de su población es árabe-israelí. Su alcalde, Shimon Lankri, fue reelegido en 2018 con el 85% de los votos.  

## Historia

### Edad del Bronce Temprana
Los restos del asentamiento más antiguo de lo que actualmente es Acre se encontraron en un tell (un montículo con restos arqueológicos) ubicado a 1,5 kilómetros al este de la moderna ciudad de Acre. Conocido como Tel Akko en hebreo y Tell el-Fukhar en árabe, sus restos pueden datarse en torno al año 3000 AC, durante la Edad del Bronce Temprana. Esta comunidad agrícola duró tan solo un par de siglos y terminó con el abandono del asentamiento, posiblemente después de que se inundase por una crecida del nivel del mar.

### Edad del Bronce Media
Acre volvió a convertirse en un centro urbano durante la Edad del Bronce Media (aprox. 2000-1500 AC) y ha estado poblada desde ese momento hasta la actualidad. La mención más temprana a Acre en un texto escrito se encontró en un documento egipcio del siglo XIX a. C.

### Edad del Bronce Tardía
En el periodo amarniense (aprox. 1350) hubo una importante inestabilidad política en el Levante mediterráneo originada, en parte, por los sucesos acaecidos en el Imperio Egipcio. Los archivos de Tell el-Amarna contienen cartas dirigidas al gobernador de Acco, como la Carta EA245.

### Edad del Hierro
Durante la Edad del Hierro, Acre estuvo ligada política y culturalmente a Fenicia. En el Libro de los Jueces, Akko aparece en una lista de los lugares que los israelitas no fueron capaces de conquistar de manos de los cananeos. Después aparece descrito en el territorio de la tribu de Aser y, según la narración posterior de Josefo, se distinguía por estar dirigida por uno de los gobernadores provinciales de Salomón. En torno al año 725 AC, Acre se unió a Sidón y Tiro en una revuelta contra el emperador neoasirio Salmanasar V.

### Periodos persa y helenístico
Estrabón se refiere a la ciudad como el ocasional punto de reunión de los persas en sus expediciones contra Egipto. Según historiadores como Diodoro Sículo y Estrabón, el rey Cambises II atacó Egipto después de haber reunido un enorme ejército en las llanuras cercanas a la ciudad de Acre. En diciembre de 2018, los arqueólogos que excavaban en el Tell Keisan de Acre desenterraron los restos de una avanzadilla del ejército persa que podría haber jugado un papel importante en la exitosa invasión aqueménida de Egipto del año 525 AC. Las fortificaciones persas de Tell Keisan se vieron dañadas a finales del siglo IV, durante la campaña que Alejandro Magno llevó a cabo para expulsar a los aqueménidas del Levante. En el año 332 a. C., Alejandro conquistó la ciudad de Acre sin violencia.
Tras la muerte de Alejandro, sus principales generales se repartieron su imperio. En un primer momento, la región alrededor de Acre quedó en manos del Egipto ptolemaico y fue bautizada como Ptolemais por Ptolomeo II en la década del 260 AC. Antíoco III conquistó la ciudad para el imperio seléucida en el 200 AC y, entre las décadas de 170 y 160 AC, Antíoco IV fundó una colonia griega que denominó Antíoco en su honor.
En torno al año 165 AC, Judas Macabeo derrotó a los seléucidas en una serie de batallas en la Galilea y los condujo hacia Ptolemais. Cerca del 153 AC, Alejandro Balas, hijo de Antíoco IV Epífanes, asedió la ciudad en su lucha por el trono con Demetrio I Sóter y consiguió que esta le abriese sus puertas. Demetrio ofreció en vano suculentos sobornos a los macabeos para obtener el apoyo judío contra su rival, incluida la promesa de destinar los impuestos de Ptolemais al Templo de Jerusalén. Jonatán Macabeo unió sus fuerzas a las de Alejandro, quien se enfrentó finalmente a Demetrio en el campo de batalla y lo mató. En el 150 AC, Alejandro Balas recibió a Jonatán con grandes honores en Ptolemais, pero algunos años después, Trifón, un oficial del Imperio Seléucida que recelaba cada vez más de los macabeos, engañó a Jonatán para que fuese a Ptolemais y lo hizo prender. La ciudad sería luego capturada y gobernada por Alejandro Janneo (aprox. 103-76 AC), Tigranes II el Grande (95-55 AC) y Cleopatra (51-30 AC). Herodes el Grande, que gobernó sobre la ciudad entre 37 y 4 AC, construyó allí un gimnasio.

### Época romana
Alrededor del año 37 AC, los romanos conquistaron el puerto de Akko en la Fenicia helenística, que se convirtió así en una colonia de la Fenicia romana llamada Colonia Claudia Felix Ptolemais Garmanica Stabilis. Así pues, Ptolemais permaneció bajo control romano durante cerca de siete siglos, hasta que los árabes musulmanes la conquistasen en el 636 DC. Bajo el reinado de Augusto, un nuevo gimnasio fue construido en la ciudad. En el año 4 AC, el procónsul romano Publio Quintilio Varo reunió a su ejército aquí y lo dirigió hacia el sur para suprimir las revueltas que habían surgido en la zona tras la muerte de Herodes el Grande. De una manera similar, Acre fue una de las principales bases romanas durante la supresión de la revuelta judía contra la dominación romana, entre los años 66 y 70 D.C.
Durante el mandato del emperador Claudio hubo un gran impulso constructor en Ptolemais y numerosos veteranos de las legiones llegaron a la colonia para asentarse. De hecho, la ciudad era una de las cuatro colonias (junto con Berytus, Aelia Capitolina y Caesarea Marítima) creadas en el Levante para que se asentasen los veteranos de las legiones romanas. 
Los romanos expandieron el puerto y la ciudad creció hasta tener más de 20000 habitantes en el siglo II DC, en época del emperador Adriano. La ciudad fue un foco de romanización de la zona, aunque la mayoría de su población estaba formada por fenicios y judíos y, como consecuencia, desde el reinado de Adriano, los descendientes de los colonos romanos originales dejaron de hablar latín y llegaron a estar plenamente asimilados en menos de dos siglos, si bien las costumbres locales siguieron siendo romanas.
El Libro de los Hechos cristiano afirma que Lucas el Evangelista, Pablo de Tarso y sus compañeros pasaron un día en Ptolemais con los cristianos locales en su viaje de Macedonia a Jerusalén. Acre ejerció como sede de un obispado desde los primeros tiempos del cristianismo y, de hecho, la firma del obispo de Acre aparece en los registros de los principales concilios cristianos de la época, como los de Nicea (325) y Calcedonia (451).

### Periodo bizantino
Tras la división definitiva del Imperio Romano en el año 395 DC, Ptolemais pasó a manos del Imperio Romano de Oriente, que se conocería con posterioridad como imperio Bizantino. La ciudad comenzó a perder importancia y en el siglo VII era ya solamente un pequeño asentamiento con menos de mil habitantes. La ciudad fue capturada brevemente por el imperio persa sasánida en el año 614.

### Periodo islámico temprano
Tras la derrota del ejército bizantino de Heraclio ante el ejército musulmán rashidun de Khalid ibn al-Walid en la batalla de Yarmouk, y tras la capitulación de la ciudad cristiana de Jerusalén ante el califa Umar, Acre pasó a manos del califato rashidun en el año 638. Según el cronista musulmán al-Baladhuri, la conquista de Acre en concreto fue llevada a cabo por Shurahbil Ibn Hasana, y lo más probable es que la ciudad cayese sin oponer resistencia. La conquista árabe trajo consigo un resurgimiento de la ciudad, que pasó a ser el principal puerto de Palestina durante los consiguientes califatos omeya y abasí, así como durante el dominio de los Cruzados en el siglo XIII.
El primer califa omeya, Muawiya ibn Abi Sufyán (661-680), consideraba que las ciudades costeras recién conquistadas en el Levante tenían una gran importancia estratégica. Por lo tanto, reforzó las fortificaciones de Acre y asentó en la ciudad a persas de otras partes de la Siria musulmana. Desde Acre, que se convirtió, junto con Tiro, en uno de los astilleros más importantes de la región, Muawiya lanzó un ataque contra la Chipre bizantina. A su vez, los bizantinos atacaron las ciudades costeras del Levante en 669, obligando a Muawiya a reunir y enviar a Acre a numerosos carpinteros y constructores de buques. La ciudad seguiría siendo la principal base naval del Yund al-Urdunn (el distrito militar del Jordán) hasta el reinado de Hisham ibn Abd al-Málik (723-743), quien desplazaría la mayor parte de los astilleros a Tiro, más al norte. En cualquier caso, Acre retuvo su importancia militar durante el principio del califato abasí y, de hecho, el califa Al-Mutawákkil ordenó convertir a Acre en una gran base naval en el año 861, lo que supuso la llegada a la ciudad de barcos de guerra y tropas.
Durante el siglo X, Acre todavía formaba parte del Yund al-Urdunn. El geógrafo jerosolimitano Al-Muqaddasi visitó Acre durante los primeros años del califato fatimí, en 985, y la describió como una ciudad costera fortificada con una gran mezquita y con un olivar en su patio que proporcionaba aceite para iluminar todas las lámparas de la mezquita. Algunas de estas fortificaciones habían sido construidas por el emir autónomo Ibn Tulun de Egipto, quien se había anexionado la ciudad en la década de 870, y quien proporcionó una relativa seguridad a los barcos mercantes que llegaban al puerto. Cuando el viajero persa Naser Josrow visitó Acre en 1047, advirtió que la gran mezquita congregacional (jama masjid) estaba construida de mármol, y que se encontraba en el centro de la ciudad, al sur de la cual quedaba la «tumba del profeta Salé». Josrow nos dejó una detallada descripción del tamaño de la ciudad, de la que dijo que tenía una longitud aproximada de 1,24 kilómetros y una anchura de 300 metros. Estas cifras indican que Acre era, por aquella época, más amplia que su actual ciudad vieja, la mayor parte de la cual sería construida en los siglos XVIII y XIX. Su puerto tenía una gran cadena que impedía el paso a las embarcaciones indeseadas. Josrow describe que muchos de los lugares sagrados de la ciudad estaban relacionados con diversos mitos conectados a Adán, y que uno de los manantiales de Acre estaba considerado como uno de los cuatro manantiales más sagrados del Islam, pues aquel que bebiese de su agua sería salvado por Alá.

### Periodo cruzado y ayubí

#### Primer Reino Cruzado de Jerusalén (1104-1187)

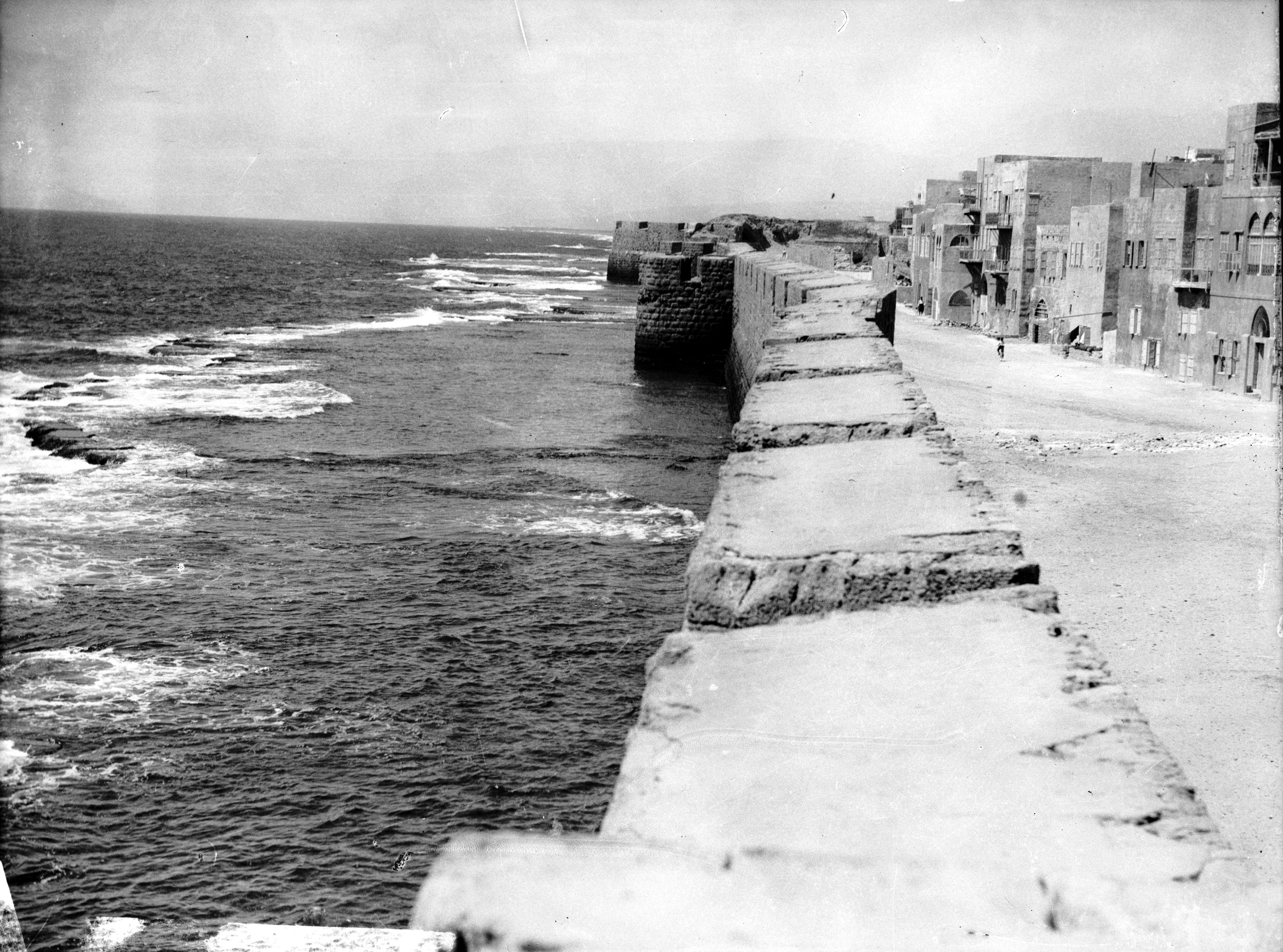
Muralla cruzada de Acre en torno a 1920-1933.

Después de cuatro años, los Cruzados lograron completar el sitio de Acre en 1104 y la ciudad capituló ante las fuerzas del rey Balduino I de Jerusalén durante la Primera Cruzada. Los Cruzados hicieron de la ciudad el principal puerto del Reino de Jerusalén, rebautizándola como San Juan de Acre. Fulcher describe sus viajes con los ejércitos cruzados del rey Balduino, incluida una primera parada en Acre antes de avanzar hacia Jerusalén. Esto demuestra que, ya desde el principio, el papel de la ciudad fue clave como vínculo entre los Cruzados y sus avances por el Levante. Su función era la de proveer a los Cruzados de un punto de apoyo en la región y darles acceso a un vibrante y próspero comercio, especialmente en lo relativo a la importación de especias asiáticas. Hacia la década de 1130, Acre tenía una población de unos 25.000 habitantes y solo podía equipararse dentro del reino con la ciudad de Jerusalén. El geógrafo ceutí Al-Idrisi resaltó en 1154 la seguridad de su puerto y lo espacioso, delicado y rico de sus alrededores. En torno a 1170, Acre se convirtió en el principal puerto del Mediterráneo oriental, y en Occidente se achacaba la inmensa riqueza del Reino de Jerusalén a la ciudad de Acre. Según un testigo inglés contemporáneo, Acre proporcionaba más ingresos a la corona del Reino de Jerusalén que todos los territorios del Reino de Inglaterra a su rey. El geógrafo andalusí Ibn Yubair escribió que en 1185 todavía quedaba una comunidad musulmana en la ciudad que oraba en una pequeña mezquita.

#### Interludio ayubí (1187-1191)
Junto con Sidón y Beirut, Acre capituló sin resistencia ante el sultán ayubí Saladino en 1187 después de la victoria de este en la batalla de los cuernos de Hattin y de la posterior conquista musulmana de Jerusalén.

#### Segundo Reino Cruzado de Jerusalén (1191-1291)

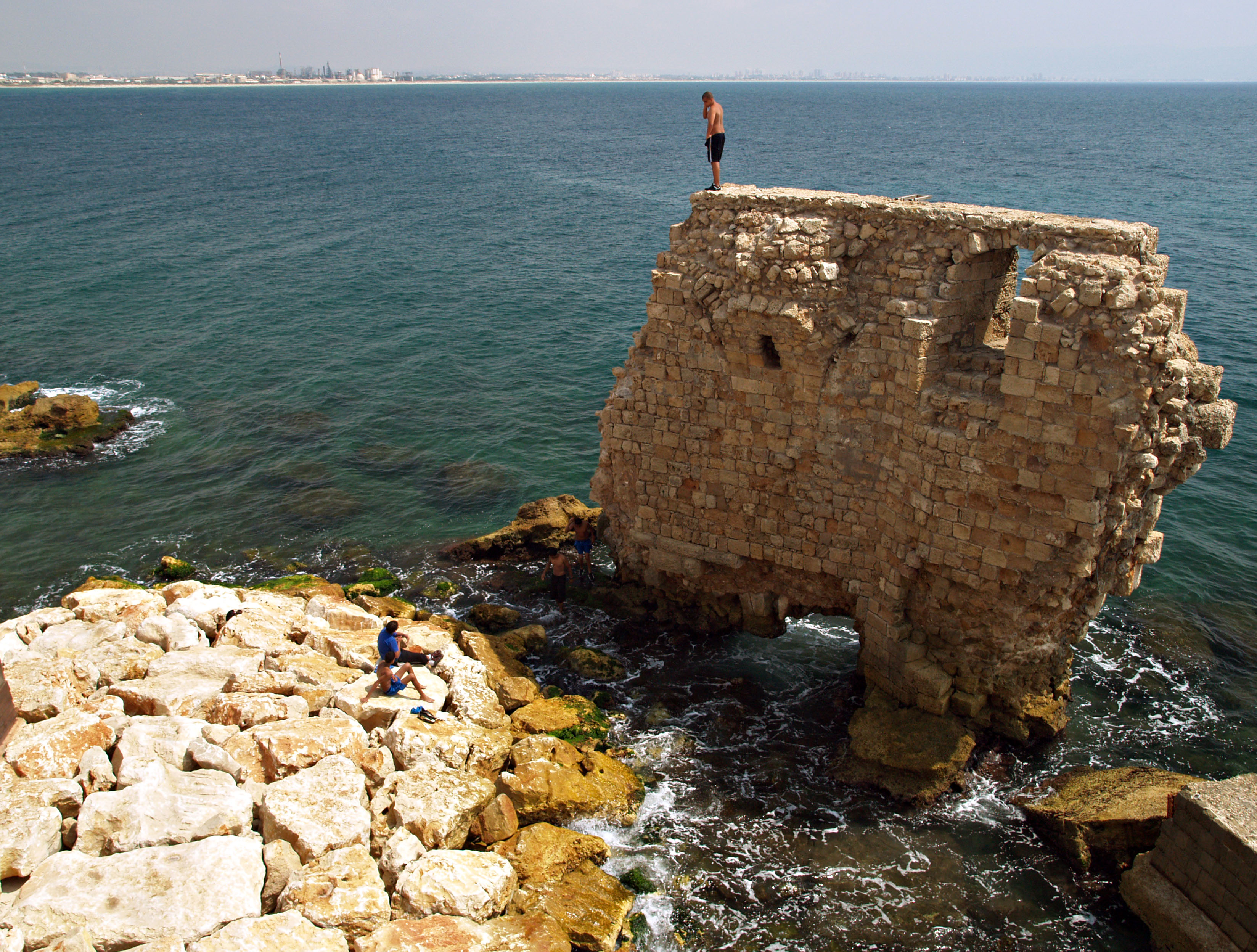
Restos del puerto pisano.

Acre permaneció en manos musulmanas hasta que fue asediado por sorpresa por las fuerzas del rey Guido de Lusignan (apuntaladas con unidades navales y terrestres pisanas) en agosto de 1189. El asedio fue único en la historia de las Cruzadas porque los sitiadores francos se vieron a su vez sitiados por las tropas de Saladino. Acre no caería hasta julio de 1191, cuando las tropas de la Tercera Cruzada, encabezadas por los reyes Ricardo I de Inglaterra y Felipe II de Francia, llegaron en auxilio de Guido de Lusignan. Berenguela de Navarra vivió en la ciudad de Acre mientras su esposo Ricardo Corazón de León realizaba sus campañas contra los ayubíes. Acre pasó inmediatamente a servir como la capital de facto de los restos del Reino de Jerusalén. Durante el asedio, los mercaderes alemanes de Lübeck y Bremen habían fundado un hospital de campo que se convertiría en el germen de la Orden Teutónica.
Durante la Sexta Cruzada, la ciudad fue puesta bajo la administración de la orden de los Caballeros Hospitalarios y siguió prosperando como uno de los principales nudos comerciales del Mediterráneo oriental, aunque también sufrió épocas turbulentas caracterizadas por las luchas intestinas de las distintas facciones cruzadas, que llegaron incluso a desembocar en guerras civiles. En 1271, Marco Polo llegó a Acre en la primera parada de su archiconocido viaje a la corte de Kublai Kan.
La parte más antigua de la ciudad, donde se ubican el puerto y la zona fortificada, se adentra en el mar dejando ambos lados de esta península expuestos a ataques marítimos. Esta característica le permitió maximizar la eficiencia de su puerto, mientras que la estrecha entrada a la península le proporcionaba una sencilla defensa natural. Tanto los registros arqueológicos como los textos cruzados enfatizan la importancia estratégica de Acre y, tal y como atestiguan sus enormes muros, resultaba una ciudad crucial que había que controlar y defender.
Acre fue la última gran fortaleza de los cruzados en el Levante mediterráneo, pues la retuvieron incluso cuando el resto de la región ya había sido conquistada por los mamelucos, pero finalmente cayó ante el sultán Jalil en 1291.

### Periodo mameluco (1291-1517)
Aislada y prácticamente abandonada por los reinos europeos, Acre fue conquistada por el sultán mameluco al-Ashraf Jalil en un sangriento asedio que tuvo lugar entre abril y mayo de 1291. Las fuerzas mamelucas aplicaron a Acre la misma política que habían llevado a cabo con el resto de ciudades costeras del Levante, destinada a evitar que los cruzados volviesen a utilizarlas para una futura invasión: la destruyeron por completo, a excepción de unos cuantos edificios religiosos considerados sagrados por los musulmanes, tales como la tumba de Nabi Salé o el manantial de Ayn Bakar. Abu ul-Fida, un historiador sirio que había participado en el asedio final de la ciudad, dejó escrito que Acre «fue demolida hasta los cimientos y completamente arrasada». La destrucción de la ciudad generó una serie de dichos populares árabes que hablaban de sus glorias pasadas, como la expresión «también Acre fue en su día una ciudad», utilizada para quienes añoraban algo que ya no existía.
En un segunda visita en 1321, Abu ul-Fida escribió que Acre era «una bonita ciudad» pero que todavía estaba en ruinas tras su captura por parte de los mamelucos. En cualquier caso, se seguía usando su «espacioso» puerto y la ciudad estaba llena de artesanos. Durante la época mameluca (1260-1517), Safed reemplazó a Acre como la principal urbe de su provincia.

### Periodo otomano
El Imperio otomano incorporó Acre a sus territorios en 1516 junto con el resto de Palestina. En el censo de 1596, Acre estaba registrado en la nahiya de Acca y en el liwa de Safed. Su población era de 81 hogares y 15 solteros, todos ellos musulmanes. Pagaban una tasa fija del 25% sobre productos agrícolas, incluido el trigo, la cebada, el algodón, las cabras, las colmenas y los búfalos de agua, además de algunos impuestos ocasionales y de una tasa sobre su mercado, todo lo cual suponía un total de 20.500 akçe. La mitad de estos ingresos iban destinados a un waqf. El académico inglés Henry Maundrell encontró la ciudad en ruinas en 1697, salvo por un caravasar construido y ocupado por mercaderes franceses para uso propio, una mezquita y unas cuantas chozas. El caravasar se llamaba Khan al-Ilfranj por sus fundadores franceses.

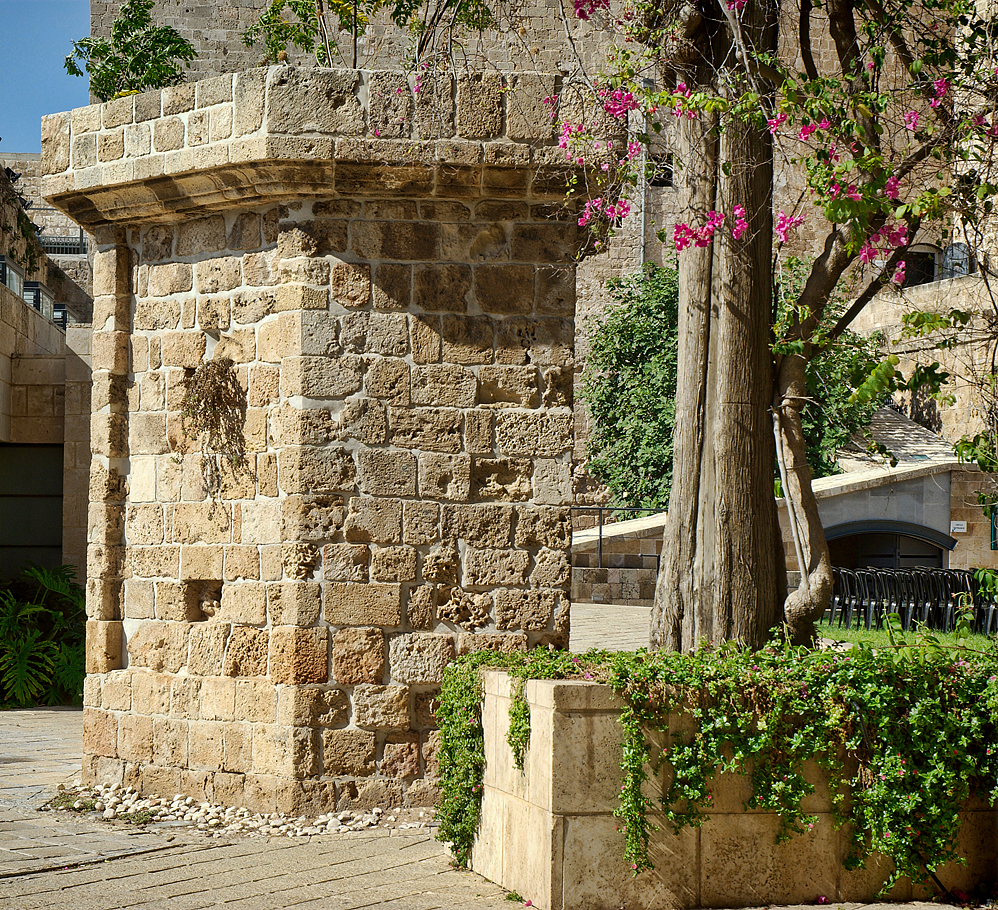
Restos de la fortaleza de Acre

Durante el periodo de dominio otomano, Acre siguió jugando un importante papel en la región mediante pequeños feudos autónomos gobernados por jeques locales. A finales del siglo XVIII, Acre comenzó a recobrar importancia bajo el dominio de Zahir al-Umar, el gobernador beduino de la Galilea, que hizo de la ciudad la capital de su jecato autónomo. Zahir reconstruyó las fortificaciones de Acre reutilizando materiales de las ruinas medievales de la ciudad. El propio Zahir al-Umar murió frente a las murallas de la ciudad durante una ofensiva otomana contra él en 1775. Su sucesor, Jezzar bajá (1775-1804), siguió fortificando los muros tras trasladar la capital de la Saida Eyelet (Provincia de Sidón) a Acre, ciudad en la que residía. Todas estas mejoras se realizaron a expensas de la población local y mediante numerosos impuestos. Alrededor de 1780, Jezzar se deshizo de la colonia comercial francesa y, a pesar de las protestas del gobierno galo, se negó a recibir a un cónsul. Tanto Zahir como Jezzar llevaron a cabo ambiciosos proyectos arquitectónicos y construyeron diversos caravasares, mezquitas y baños públicos. Jezzar ordenó también la construcción de una serie de acueductos y canales que llevaban agua a la ciudad desde el manantial de Kabri. Entre los principales edificios construidos en esta época destaca sin duda la mezquita de Jezzar Pasha, que fue construida con piedras traídas de las ruinas de Cesarea y Atlit, así como el Khan al-Umdan.
En 1799, Napoleón se plantó frente a Acre en mitad de su campaña para fomentar una rebelión siria contra el dominio otomano. Sin embargo, tras un asedio de dos meses, fue expulsado por los turcos con la ayuda de sir Sidney Smith y una fuerza de marinos británicos. Debido a la pérdida de sus cañones a manos de Smith, Napoleón trató de volver a sitiar la ciudad amurallada el 20 de marzo de 1799, pero esta estrategia basó porque solo disponía de su infantería y de cañones de pequeño calibre, tras lo que decidió iniciar la retirada el 21 de mayo del mismo año.

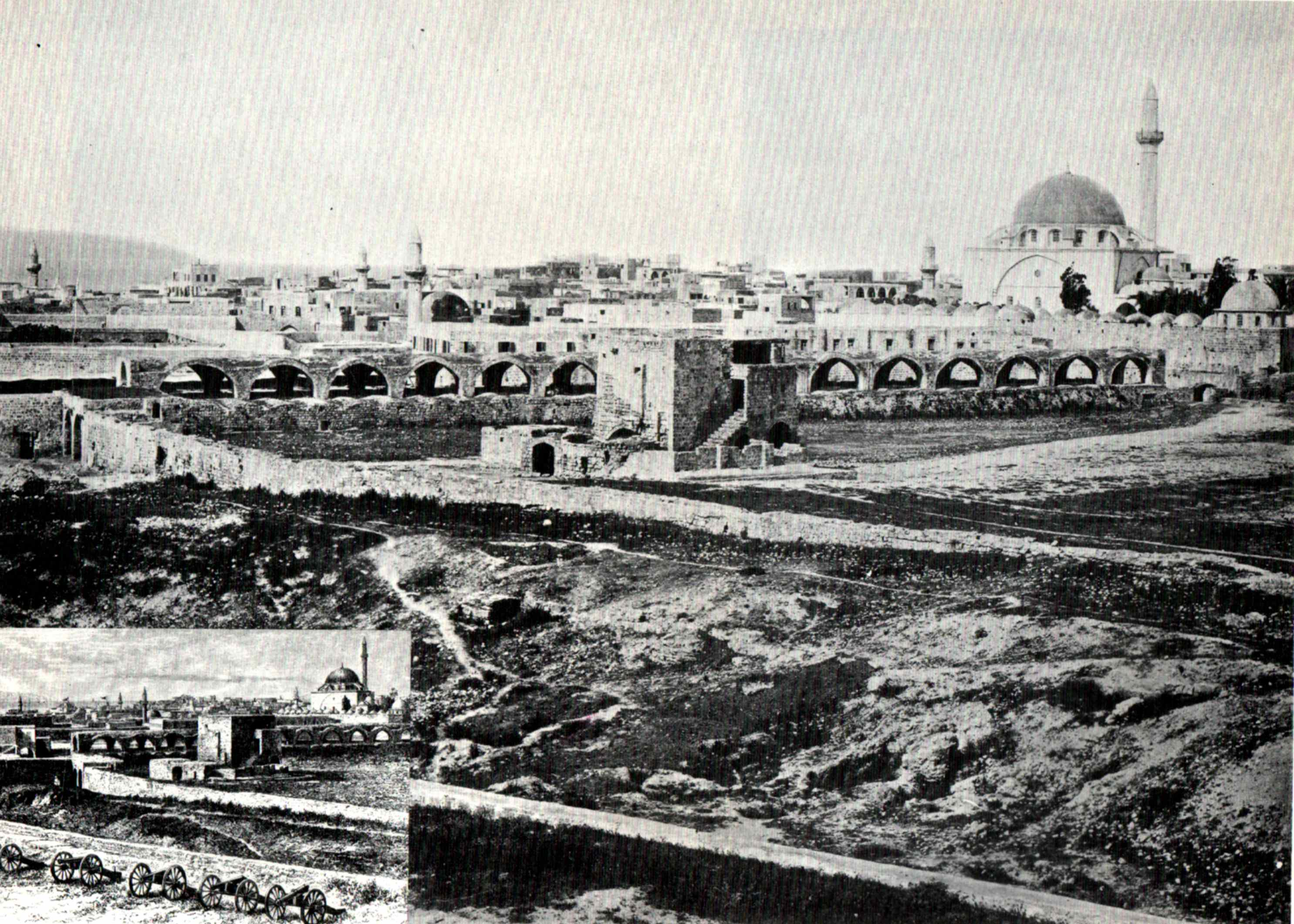
Ciudad de Acre en 1877.

A la muerte de Jezzar le sucedió su mameluco, Suleiman bajá al-Adil, cuyo tranquilo gobierno hizo que la ciudad siguiese creciendo prósperamente hasta su muerte en 1819. Entre otras mejoras, Suleimán perfeccionó el acueducto que traía agua a la ciudad desde el manantial de Kabri. Fue entonces cuando su consejero Haim Farhi pagó una enorme suma en sobornos para asegurarse que Abdulá bajá, al que conocía desde la infancia, se convirtiese en el nuevo gobernante de la ciudad. Sin embargo, Abdulá bajá pronto mandó asesinar a Farhi y gobernó Acre hasta 1831, año en el que Ibrahim bajá, gobernante de Egipto, asedió y tomó la ciudad, no sin antes haber destruido numerosos edificios tras un bombardeo con miles de proyectiles. En el contexto de la crisis oriental de 1840, Acre fue de nuevo bombardeada por fuerzas aliadas británicas, austriacas y francesas el 4 de noviembre de ese mismo año, aunque al año siguiente los otomanos lograron restablecer su dominio sobre la región. La ciudad recuperó así parte de su anterior prosperidad, sobre todo gracias a su conexión con una vía que unía Haifa al ferrocarril del Hiyaz en 1913. Fue la capital del Sanjacado de Acre (emplazado en el Valiato de Beirut) hasta que los británicos la capturaron el 23 de septiembre de 1918, ya al final de la Primera Guerra Mundial.

### Mandato británico de Palestina

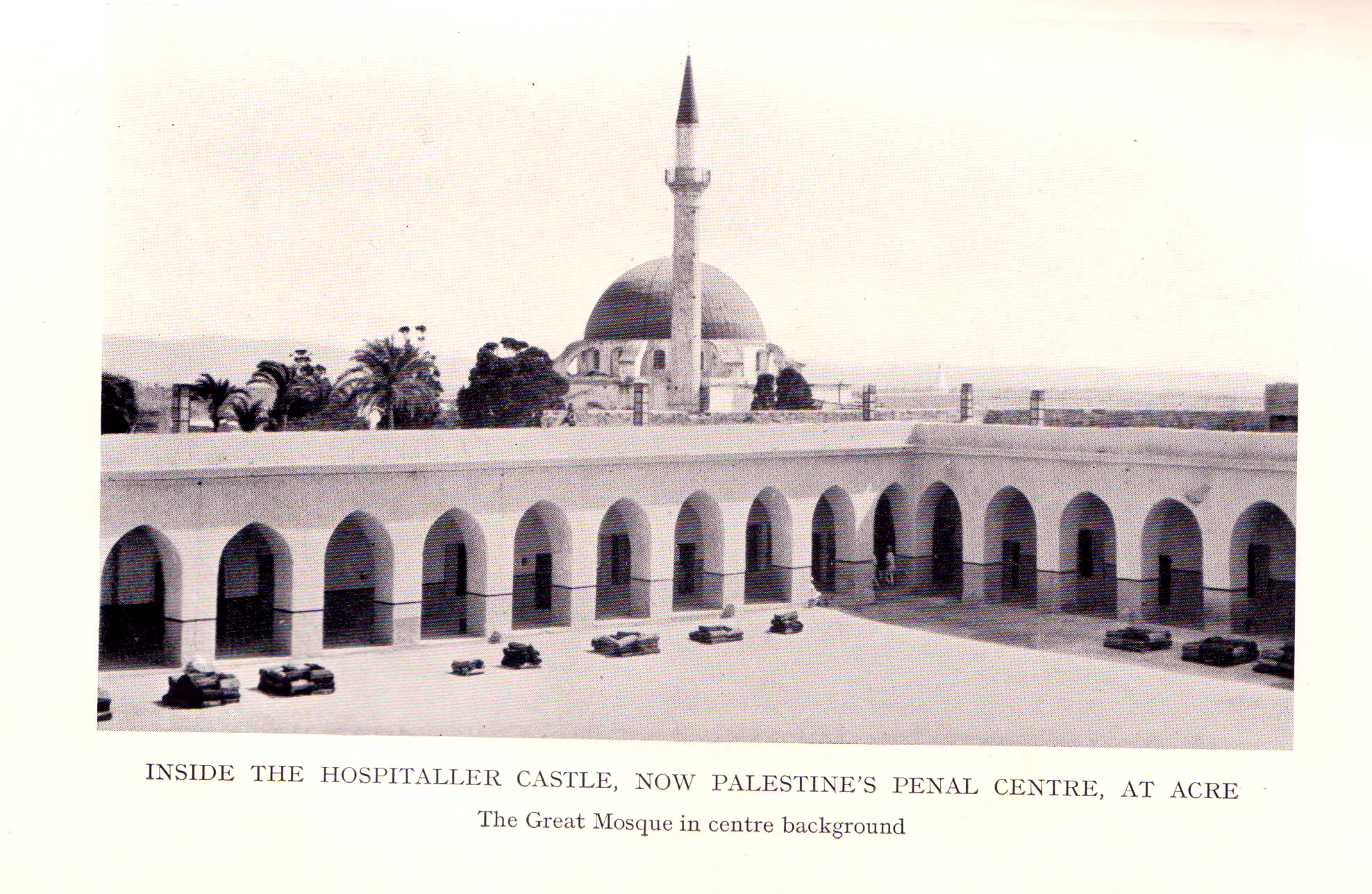
Prisión de Acre en 1938.

Tras el fin de la Primera Guerra Mundial se estableció en la región el Mandato británico de Palestina. En el censo de 1922, Acre tenía 6420 habitantes, de los que 4883 eran musulmanes, 1344 eran cristianos, 102 eran bahaíes, 78 eran judíos y 13 eran drusos. El censo de 1931 mostró un crecimiento hasta los 7897 habitantes, entre los que se contaban 6076 musulmanes, 1523 cristianos, 237 judíos, 51 bahaíes y 10 drusos. Las crecientes tensiones interétnicas empujaron a la pequeña comunidad de pescadores judíos provenientes de Salónica a emigrar a la cercana Haifa. Una década después, el censo de 1945 dio como resultado una población de 12.360 habitantes, divididos entre 9890 musulmanes, 2330 cristianos, 50 judíos y 90 personas más que aparecían clasificadas como «otros».
El fuerte de Acre se convirtió en una cárcel durante el mandato. En junio de 1930, tres presos árabes condenados por los pogromos de Hebrón y Safed fueron ahorcados en ella mientras una multitud de cientos de personas esperaba en silencio frente a la cárcel. Estos ajusticiamientos, conocidos como el «martes rojo» gracias a un poema de Ibrahim Tuqan, permearon rápidamente en la creciente identidad nacional palestina, y la canción «Desde la cárcel de Acre», del popular cantante Nuh Ibrahim, se ha convertido en un hito de la memoria colectiva palestina. En él fueron también encarcelados miembros de la comunidad judía que se resistían a las autoridades británicas, tales como Zeev Jabotinsky, Shlomo Ben-Yosef o Dov Gruner. Ben-Yosef y Gruner fueron ejecutados allí. Otros presos judíos fueron liberados por miembros del Irgún, que organizó una fuga el 4 de mayo de 1947 en la que también escaparon más de 200 presos árabes.

### Guerra árabe-israelí de 1948
Acre quedó emplazada en el futuro estado árabe de Palestina en la resolución 181 II de la Asamblea General de las Naciones Unidas, que decidió en 1947 la partición de la región en dos Estados, uno árabe y otro judío. El 18 de marzo de ese año, cuatro técnicos de la Compañía Eléctrica de Palestina y cinco soldados británicos que los escoltaban murieron cuando se dirigían a un campamento de la RAF, en el curso de una emboscada llevada a cabo por guerrilleros árabes que hicieron explotar una mina a las afueras del cementerio musulmán del este de Acre. La Haganá fue la siguiente en actuar, volando un puente a las afueras de la ciudad y haciendo descarrilar un tren. Incluso antes de que estallase la guerra árabe-israelí de 1948, el comandante del batallón 21 de la Brigada Carmeli, compuesta por milicianos judíos, había atacado y dañado en numerosas ocasiones el acueducto Al-Kabri que abastecía a la ciudad de agua. Cuando los ingenieros árabes lograron restablecer el suministro de agua, los milicianos judíos vertieron en el acueducto matraces con bacterias de tifus y quizá de difteria. En algún momento a finales de abril o comienzos de mayo de 1948, después de que las fuerzas judías cortasen el suministro eléctrico que permitía el bombeo de agua, estalló una epidemia de tifus en Acre. Algunos oficiales israelíes achacarían a esta epidemia y a la desmoralización generada en la población local la facilidad con que las tropas hebreas conquistaron la ciudad.
El 16 de mayo de 1948, la Brigada Carmeli israelí atacó Acre y, tras un ultimátum en el que amenazaban con «destruiros hasta el último hombre» si los habitantes de la ciudad no la entregaban, los notables de la ciudad firmaron la rendición oficial en la noche del 17 al 18 de mayo. Dentro de la ciudad se encontraron 60 cadáveres, mientras que más de tres cuartos de la población árabe original fue expulsada o huyó, quedando esta reducida de 17.395 habitantes a tan solo 3.885. Los árabes que permanecieron en Acre fueron reubicados por el ejército israelí en un solo barrio.

### Israel

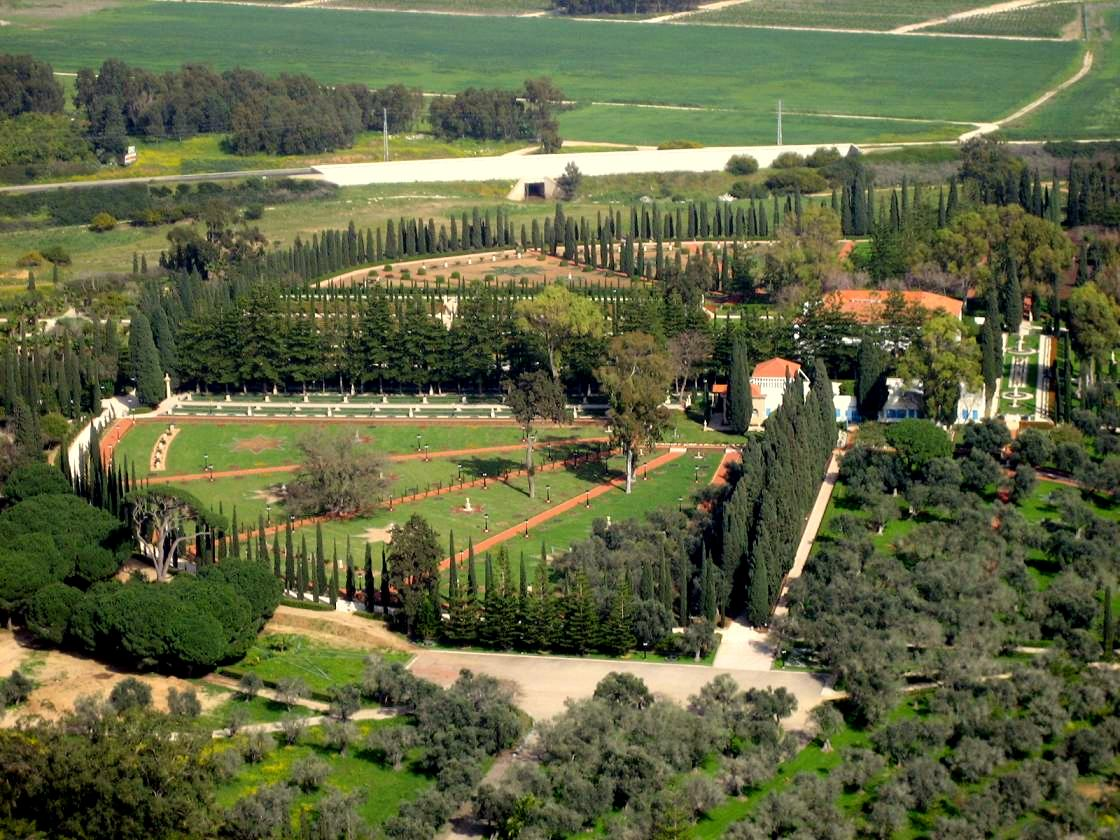
Jardines bahaíes de Acre.

Durante los años cincuenta, Acre fue designada «ciudad en desarrollo» y se la seleccionó para absorber a un gran número de inmigrantes judíos, en especial de Marruecos, por lo que se establecieron diversos barrios judíos en las zonas oriental y septentrional de la ciudad. La ciudad vieja de Acre siguió siendo predominantemente árabe musulmana (incluyendo varias familias de origen beduino), y tenía un barrio árabe cristiano en las proximidades. Además, Acre también atrajo a multitud de fieles del bahaísmo, algunos de los cuales se asentaron en la ciudad en la que se encuentra el Santuario de Bahá'u'lláh. De hecho, Acre ha sido a la largo de la historia un lugar clave para esta fe, ya que también en ella nació Shoghi Effendi, líder de esta religión durante más de tres décadas, y en ella tuvo lugar el cisma causado por los ataques de Mírzá Muhammad Alí a `Abdu'l-Bahá. Por todo ello, los fieles del bahaísmo siguen conmemorando en la ciudad una serie de eventos importantes para ellos como, por ejemplo, el encarcelamiento de Baha'ullah.

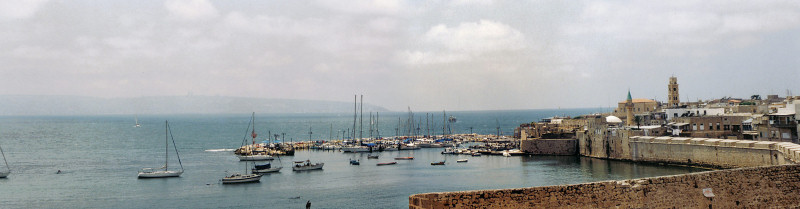
Puerto de Acre

En los años noventa del siglo pasado, la ciudad volvió a absorber miles de inmigrantes judíos, en este caso provenientes de la Unión Soviética. Sin embargo, unos pocos años después el equilibrio demográfico entre judíos y árabes volvió a verse alterado, ya que los barrios norteños comenzaron a ser abandonados por sus habitantes judíos, que se trasladaron a nuevos proyectos urbanísticos en la cercana Nahariya, mientras que muchos árabes musulmanes se mudaron a la ciudad, sobre todo provenientes de aldeas árabes cercanas. En cualquier caso, la ciudad sigue teniendo a fecha de 2020 una mayoría judía, con 16.171 ciudadanos árabes por 33.331 ciudadanos catalogados como «judíos y otros» por la Oficina Central de Estadísticas de Israel. Su carácter de ciudad mixta (solo ocho ciudades en Israel tienen una mezcla significativa de población judía y árabe) ha generado tensiones étnicas en diversas ocasiones, como cuando, el 8 de octubre de 2008, un ciudadano árabe se adentró con su coche en un barrio predominantemente judío durante la festividad del Yom Kipur, lo que llevó a cinco días de violencia interétnica. En 2021, en el contexto de los muchos incidentes de ataques entre ciudadanos judíos y árabes dentro del mismo Israel por el conflicto entre Israel y la Franja de Gaza, una multitud de árabes atacó a un hombre judío y lo dejó en condición crítica. El actual alcalde de Acre es Shimon Lankri, reelegido en las elecciones de 2018 con el 85% de los votos. Hoy día Acre desarrolla una importante actividad industrial de acero. Tiene también una buena flota pesquera, aunque ha perdido su primacía portuaria en la región en favor del puerto de Haifa, y además es una ciudad turística. 

## Demografía
Según la Oficina Central de Estadísticas de Israel, a fecha de 2021, unas 49.615 personas vivían en Acre, de las que 28.692 eran judías, 16.405 eran árabe-israelíes y el resto estaban clasificadas como «otros». Acre tiene una alta proporción de habitantes no judíos con respecto a lo que es habitual en muchas ciudades israelíes, aunque solo un 15% de ellos descienden de las familias que vivían en Acre antes de 1948. En el año 2.000, el 95% de los habitantes de la Ciudad Vieja eran de origen palestino.
En Acre hay comunidades de muy diversas creencias: judíos, musulmanes, cristianos drusos y bahaíes. En concreto, Acre es la ciudad más sagrada del bahaísmo y acoge a muchos bahaíes peregrinos cada año.

## Lugares de interés
La Ciudad Vieja de Acre ha sido designada por la Unesco como Patrimonio de la Humanidad. Desde los años noventa se han llevado a cabo excavaciones a gran escala y se han realizado esfuerzos para preservar los restos antiguos de la ciudad. 

### Khan al-Umdan

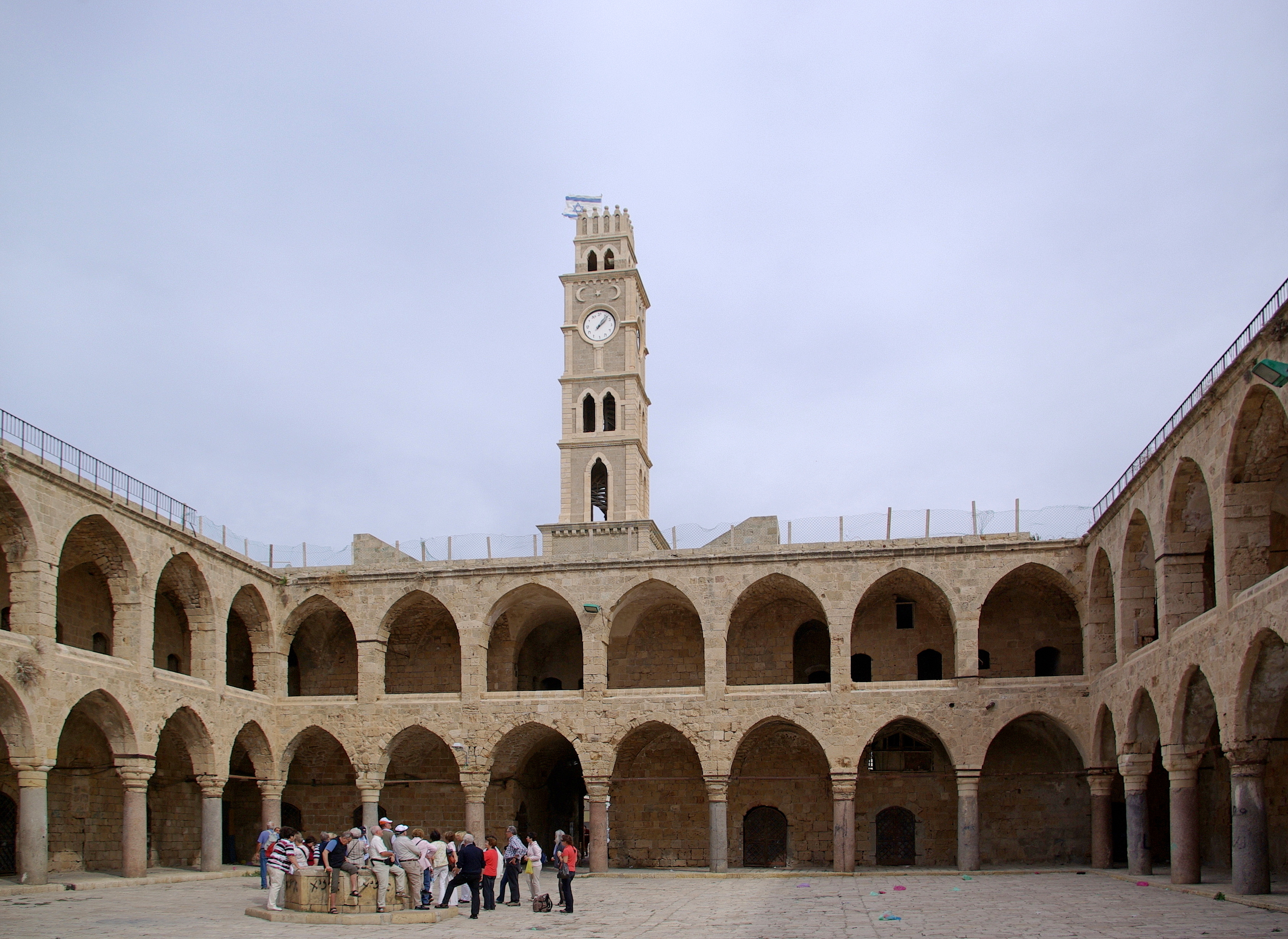
Khan al-Umdan, el caravasar más grande de Israel.

El caravasar de Khan al-Umdan fue mandado construir por Jezzar bajá en 1784. En 2009 se planificó la restauración del Khan al-Umdan, la «posada de las columnas», la mayor de las muchas posadas otomanas que todavía siguen en pie en Acre. Fue mandada construir cerca del puerto a finales del siglo XVIII por Jezzar bajá. Los comerciantes que llegaban al puerto solían descargar sus mercancías en la primera planta y dormir en el hostal de la segunda planta. En 1906 se añadió una torre del reloj a la entrada principal de la posada para conmemorar el 25 aniversario del reinado del sultán otomano, Abdul Hamid II.

### Murallas
En 1750, Zahir al-Umar, el gobernador de Acre, usó los restos de los muros cruzados como cimientos para construir sus propias murallas. Se colocaron dos puertas en la muralla, la «puerta de tierra» en el lado occidental y la «puerta de mar» en la cara sur. Las murallas fueron reforzadas por Jezzar bajá entre 1775 y 1799 y lograron sobrevivir al asedio de Napoleón. Las murallas eran relativamente delgadas, con solo 1,5 metros de grosor, y se alzaban hasta una altura de entre 10 y 13 metros. 

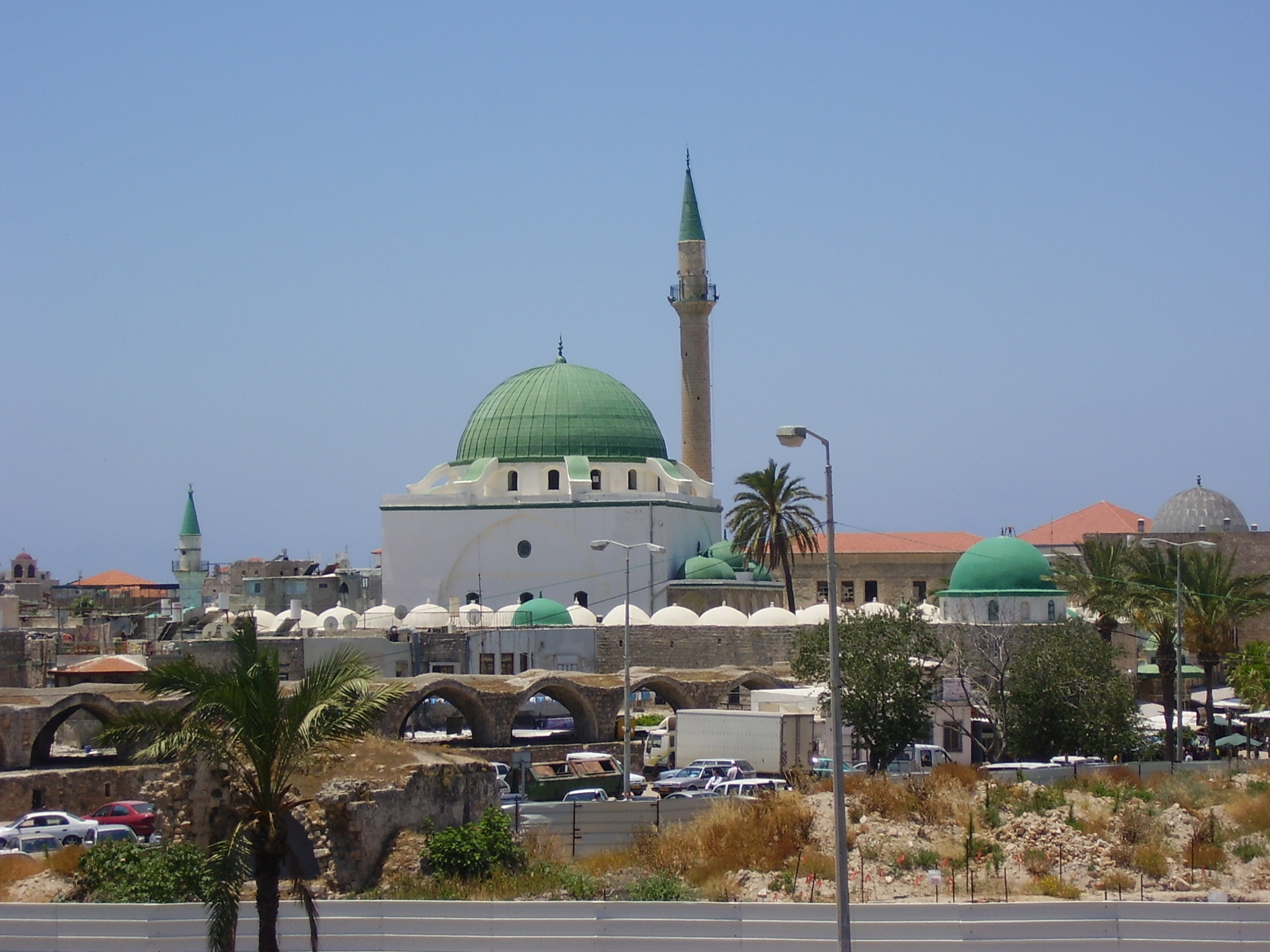
Mezquita de Jezzar bajá.

Jezzar bajá también mandó construir, apoyado por su consejero judío Haim Farhi, un poderoso muro defensivo terrestre en las secciones septentrional y oriental de la ciudad entre 1800 y 1814. Se trata de una moderna fortificación para contrarrestar la artillería enemiga que incluye una gruesa muralla defensiva, un foso seco, cañoneras y tres grandes torres defensivas. Desde entonces, no se han llevado a cabo modificaciones reseñables de la muralla. La sección que da al mar, que ha resistido casi completa, es la muralla original construida por Zahir y reforzada por Jezzar bajá. En 1910 se abrieron dos puertas adicionales, una en la cara norte de la muralla y la otra en la esquina noroccidental. En 1912 se construyó el faro de Acre en la esquina suroeste de las murallas.

### Mezquita de Jezzar bajá
La mezquita de Jezzar bajá fue construida en el año 1781 en el extremo norte de la Ciudad Vieja de Acre. Tanto Jezzar bajá como su sucesor, Suleiman bajá al-Adil, están enterrados en un pequeño cementerio anexo a la mezquita. Su minarete, visible desde gran parte de la ciudad, tiene 124 escalones. En un santuario que se encuentra en la segunda capa de la mezquita se dice que se mantiene un pelo de la barba de Mahoma que se muestra en las ceremonias de mayor importancia.

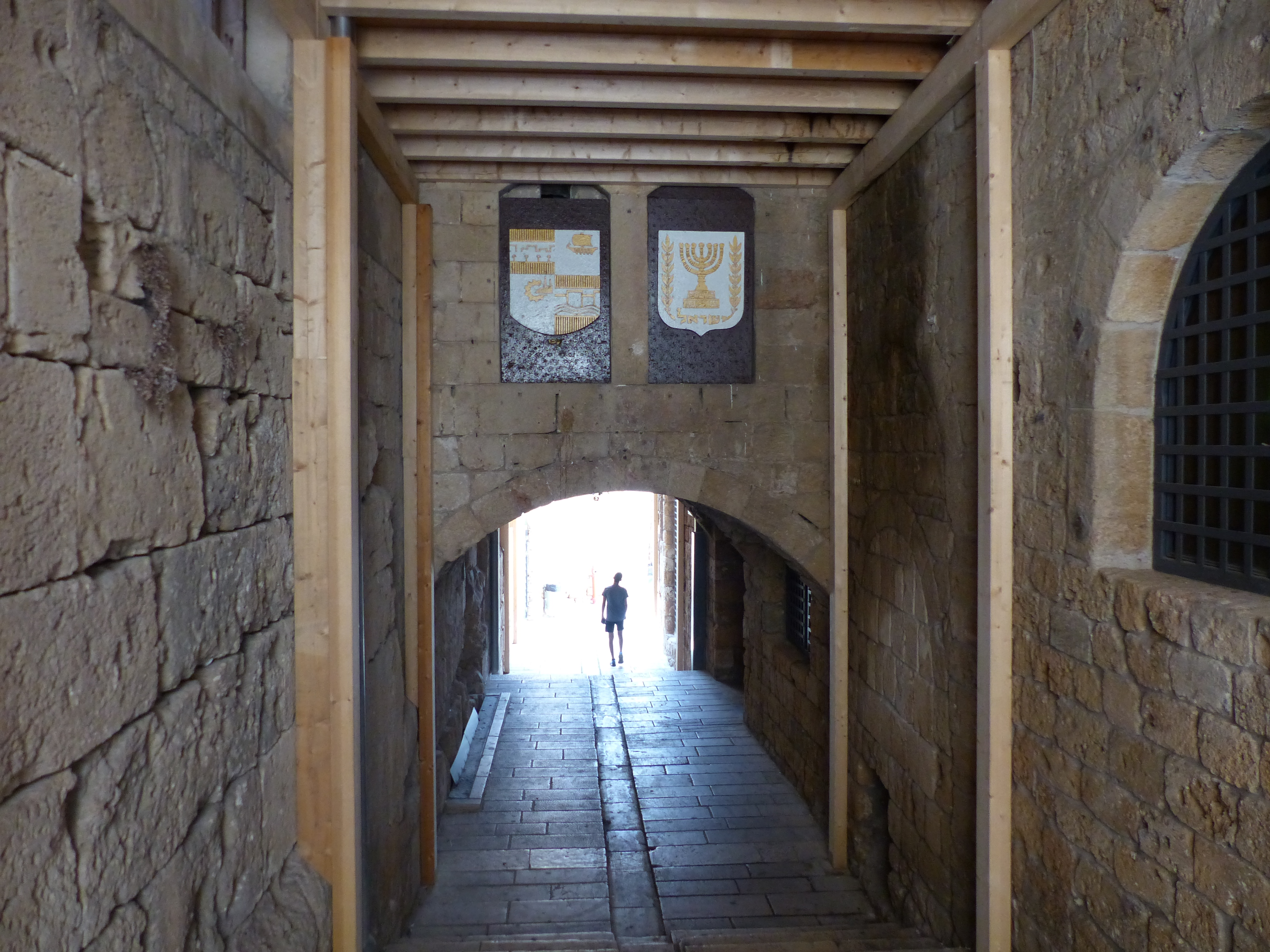
Hamam al-Basha.

### Hamam al-Basha
Construido en 1795 por Jezzar bajá, el baño turco de Acre tiene una serie de salas calientes y un baño de vapor hexagonal con una fuente de mármol en el centro. Este lugar fue usado por el Irgún para colarse en la prisión de la ciudadela, y siguió en funcionamiento hasta 1950.

### Fortaleza de los Hospitalarios
Bajo la ciudadela y la prisión de Acre, una serie de excavaciones arqueológicas han revelado un complejo de salas que fue construido y usado por los Caballeros Hospitalarios. Este complejo era parte de la Ciudadela de los Hospitalarios, que formaba parte de las defensas septentrionales de Acre. El complejo incluye seis salas semiadyacentes, una gran sala recientemente excavada, una mazmorra, un refectorio o comedor y los restos de una iglesia gótica.

### Otros restos medievales

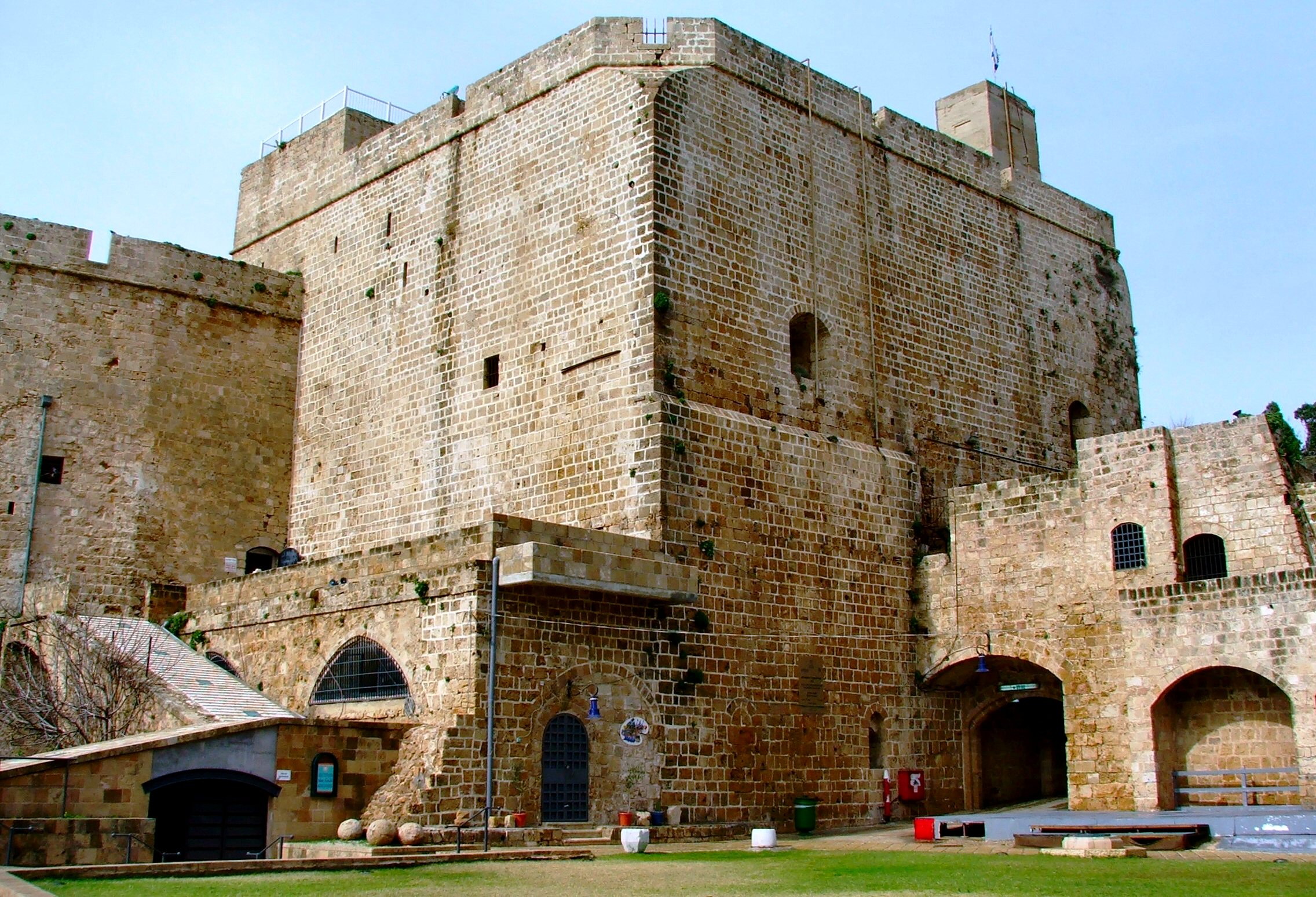
Parte de la fortaleza de Acre.

En Acre hay otros restos del periodo medieval de la ciudad, como la Iglesia de San Jorge y las casas adyacentes de la Plaza de los Genoveses (llamada Kikar Genoa en hebreo). En esta zona también había barrios residenciales y mercados gestionados por mercaderes de Pisa y Amalfi en la época cruzada. 

### Ciudadela de Acre
Se trata de una fortificación construida durante el gobierno de la Orden de los Caballeros Hospitalarios. Forma parte de la defensa de la ciudad en su parte norte. Durante el siglo XX la ciudadela fue usada mayoritariamente de prisión.
Hoy en día la ciudadela de Acre está formada por:
- Fortificaciones otomanas, incluida la torre.
- Ciudad vieja de Acre. Centro de visitantes.
- El jardín encantado, un jardín que trata de replicar al que existió en este mismo lugar en la época de las cruzadas.
- La prisión británica y sus calabozos.
- Un museo en memoria de la resistencia judía. Algunas personas fueron ejecutadas en esta prisión durante el Mandato Británico (Olei Hagardom).
- La celda donde estuvo Bahá'u'lláh, el fundador del bahaísmo.
- El salón de los caballeros.

## Lugares santos

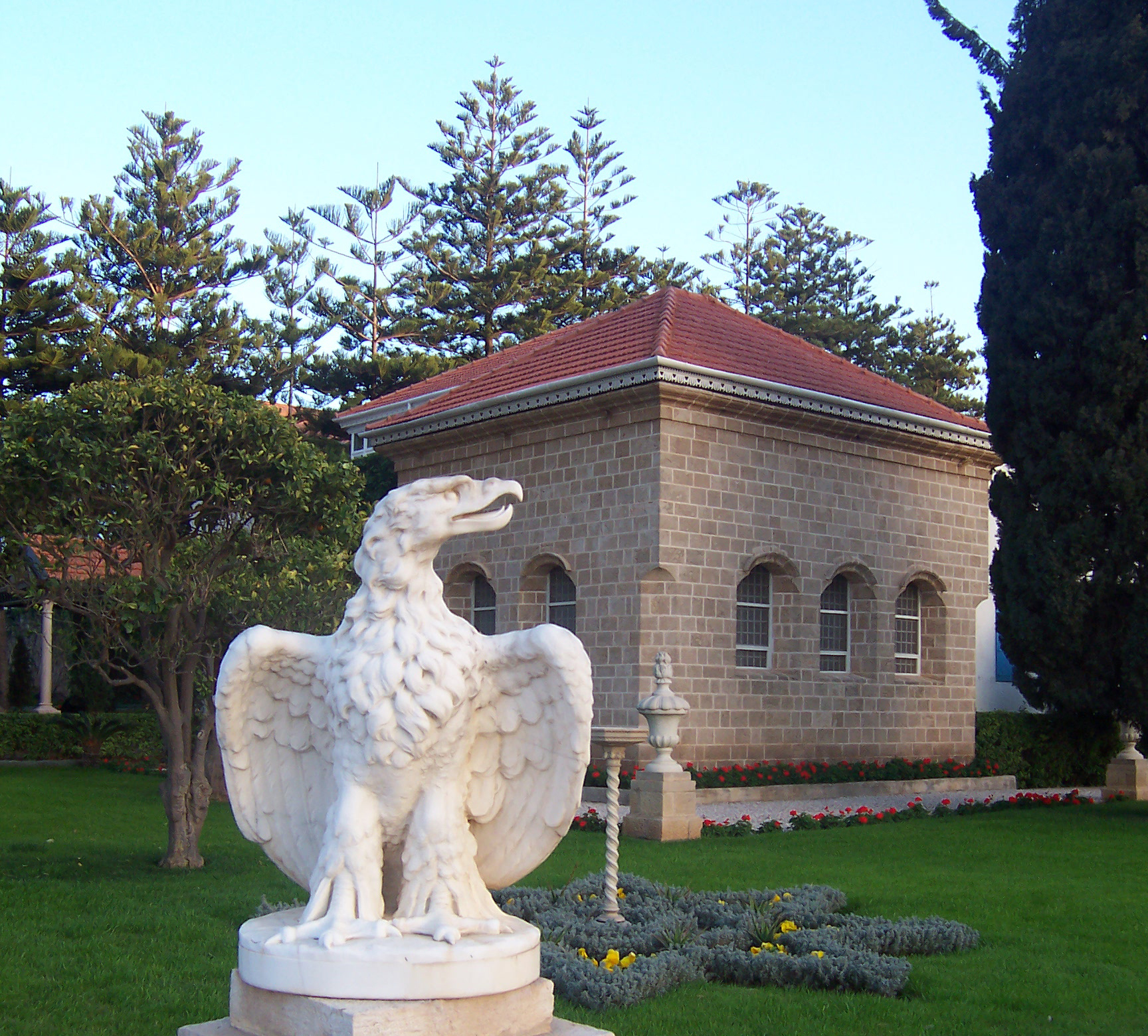
La esquina del santuario de Bahá'u'lláh donde Bahá'u'lláh está enterrado.

Hay muchos lugares santos del bahaísmo en los alrededores de Acre, todos originados desde que Bahá'u'lláh fue hecho prisionero en la fortaleza de Acre y posteriormente liberado en prisión domiciliaria durante el dominio otomano. Los últimos años de la vida del profeta Bahá'u'lláh los pasó en Acre, primero confinado en la prisión y más tarde en una gran casa a las afueras de la ciudad con un hermoso jardín persa. Esta casa se conserva hoy en día y es uno de los lugares sagrados del bahaísmo que, junto con otro de la cercana Haifa, fueron declarados Patrimonio de la Humanidad por la Unesco.

## Personas Célebres
- Juana de Acre (1272–1307), princesa inglesa nacida en Acre.
- Ghassan Kanafani (1936–1972), escritor palestino.
- Avigail Alfatov (nacida en 1996), campeona nacional de esgrima y Miss Israel en 2014.

## Ciudades hermanadas
Acre está hermanada con las siguientes ciudades:
- Pisa en Italia (desde 1998)[15]
- Bregenz en Austria
- Canton en Estados Unidos
- Deerfield Beach en Estados Unidos
- Recklinghausen en Alemania
- Bielsko-Biała en Polonia[16]